# 六満こども園
六満こども園（ろくまんこどもえん）は、京都府京都市中京区にある幼保連携型認定こども園である。
京都市のまん中にある満福寺の境内に、昭和２７年８月六満保育園として開園しました。
四条大宮や二条駅へ徒歩10分圏内という交通の要所にありながら東西南北を寺院に囲まれて、閑静で良い環境に恵まれています。
「たくましい体とゆたかな心」を育む保育教育を目標として、命や体を大切に、そして人に優しく、たくさんの友達との生活を仲よく楽しめる人になってほしいと願っています。
平成30年度から、幼保連携型認定こども園としてスタートしました。「あしたがだいすき」「元気いっぱいたくましく」「笑顔あふれて夢いっぱい」「にこにこ楽しくみんな仲良し」の言葉を胸に、笑顔で頑張る元気な子、人を思いやれる優しい子、勇気を出して未来へはばたく子の成長を願い、職員一丸となって笑顔で楽しく保育しています。
広い空間あふれる保育環境
市内中心部にありながら、満福寺山内を敷地とする六満こども園には遊ぶ広場がいっぱい。
花々も一年を通して絶えることがありません。子どもたちの心に平穏を もたらすとともに、保護者の方々の憩いの場となるよう願っています。
健やかな成長を願う食育教育
給食もおやつも管理栄養士たち調理担当者による手作り。
また屋上や園庭の菜園で野菜などを育てる喜び、収穫する喜びを体験する中で命の根幹である「食べること」への楽しさや素晴らしさ、有難さを感じられるよう取り組んでいます。
食物アレルギーがあるお子さんに対しては、アレルギー対応食(代替食・除去食）を用意してご家庭と連携しています。
きびしさの中にもたのしい礼儀指導
感謝すること。辛抱すること。人として大切なこのふたつは乳児期からの経験があってこそ。元気で正しい挨拶を心がけ、感謝の気持ちを表すことで思いやりの気持ちも芽生えます。
安全対策
開放的な雰囲気の中でも安心安全にすごせるよう２４時間、カメラによる監視をしています。
また、保護者の方にはQRコードを使用した登降園時の打刻をお願いし、登園児童を把握することで、当日の園全体の出欠状況の把握、健康管理や乳児組の午睡時の呼吸確認につなげています。
そして月１回避難・防犯訓練を実施しており、年１回ずつ中京消防署・中京警察署の方々に来ていただいての実地訓練も実施しています。
英語であそぼうと体育あそび　(３・４・５歳児) 
☆ 月２回「英語であそぼう」
外国人講師と日本人講師のTeam Teachingで遊びながら英語に触れる機会を設けています。
☆ 月２回「体育あそび」
安田式遊具も取り入れ楽しく遊びながら、元気でたくましい身体づくりをめざしています。

## 所在地
〒604-8336　京都市中京区六角通大宮西入三条大宮町242

## 交通
- 京都市バス みぶ操車場前 より 徒歩5分
- 阪急京都線 大宮駅 より 徒歩7分
- 京福嵐山線 四条大宮駅 より 徒歩7分
- JR嵯峨野線 二条駅 より 徒歩10分
- 京都市営地下鉄東西線 二条城前駅 より 徒歩8分